# بول اميل ابيل
بول ابيل (بالفرنسية: Paul Appell)‏ (المعروف أيضا باسم بول إميل ابيل- 27 سبتمبر 1855 في ستراسبورغ، الإمبراطورية الفرنسية الثانية – 24 أكتوبر 1930 في باريس) عالم رياضيات فرنسي، ورئيس جامعة باريس. تم تسميه كلا من كثيرات الحدود باسم ابيل على اسمه الدائرة الرابعة عشر شارع بول أبيل في باريس والكوكب الصغير ابيلا 899 تكريما له على مجمل أعماله وتخليدا لذكراه.

## السيرة الذاتية

### الحياة الشخصية
في عام 1873، انضم أبيل إلي المدرسة العليا للأساتذة وتم انتخابه عضوا في الأكاديمية الفرنسية للعلوم في عام 1892 وأصبح دكتورا جامعيا في المدرسة المركزية بباريس في عام 1895. تم انتخابه في الفترة ما بين عام 1920 إلي عام 1925 رئيسا لجامعة باريس، ورئيسا لجمعية علوم الفلك في فرنسا (الجمعية الفرنسية الفلكية) (SAF) في الفترة ما بين عام 1919 وعام 1921.
رزق ابيل بابنه اسماها مارجريت ابيل (1883-1969) روائية تحت اسم مستعار كميل ماربو، تزوجت من عالم الرياضيات إيميل بوريل.
لم يعتنق ابيل أي ديانة حيث كان ملحدًا.

### عمل
اهتم ابيل بدراسة الهندسة الإسقاطية في خط شال، وعلي الدوال الجبرية، المعادلات التفاضلية، والتحليل المركب. ابيل هو محرر الأعمال المجمعة لهنري بوانكارية بمساعدة جول دارش في المجلد الأول.

#### سلسلة ابيل
قدم ابيل مجموعة من أربعة سلاسل هندسية F1 و F2 و F3 و F4. تشمل أربعة متغيرات، تعرف الآن باسم سلسلة ابيل، التي تصف الوظائف فوق الهندسية لغاوس. أسس أيضا مجموعة من المعادلات التفاضلية الجزئية وتعد الوظائف السابقة بمثابة حلول لها كما وجد الصيغ والتعابير لهذه السلسلة من حيث السلسلة الهندسية لمتغير واحد.
استطاع في عام 1926، بتأليف رسالة حول سلسلة قياس الوظائف فوق الهندسية بمساعده البروفيسور جوزيف ماري كامبي ديفيريت.

#### علم الميكانيكا
في الميكانيكا، قدم صياغة بديلة للميكانيكا التحليلية المعروفة باسم معادلة أبيل للحركة.
توصل إلي التفسير المادي للفترة التخيلية للدالة الدورية المضاعفة التي يصف تقييدها على الحجج الحقيقية حركة البندول المثالي.

## المنشورات
- أطروحة الميكانيكا العقلانية، 4 مجلدات. (غوتييه فيلارز، 1893-1896).
- أطروحة الميكانيكا العقلانية المجلد الأول.
- أطروحة الميكانيكا العقلانية المجلد الثاني.
- أطروحة الميكانيكا العقلانية المجلد الثالث.
- أطروحة الميكانيكا العقلانية المجلد الرابع- الجزء الأول.
- أطروحة الميكانيكا العقلانية المجلد الرابع- الجزء الثاني.
- أطروحة الميكانيكا العقلانية المجلد الخامس.[7]
- حركات المتداول الديناميكية مع جاك هادامار.
- عناصر نظرية المتجهات والهندسة التحليلية عام 1926.
- عناصر التحليل الرياضي لاستخدام المهندسين والفيزيائيين: دورة معلنة في المدرسة المركزية للفنون والمصنوعات- عام 1921.
- مبادئ نظرية الوظائف الإهليلجية والتطبيقات- عام 1897.
- مشكلة قصاصات والسدود- عام 1928.
- ذكريات الألزاسي- عام 1923.
- نظرية الوظائف الجبرية وتكاملاتها مع إدوارد جورسات.[8]

## وصلات خارجية
- السيرة الذاتية والببليوغرافية التحليلية لكتابات بول أبيل في مشروع غوتنبرغ.
- بول اميل ابيل- مشروع إحصاء علماء الرياضيات.
- السيرة الذاتية لابيل.